# Cryptozoic
Cryptozoic (1967) (titlu original An Age) este un roman science fiction al scriitorului britanic Brian Aldiss. Cartea, a cărei acțiune se petrece în anul 2093, combină temele populare din science fiction ale călătoriei în timp, totalitarismului și distopiei cu potențialul nefolosit al minții umane. În Statele Unite cartea a fost publicată sub titlul Cryptozoic!.

## Intriga
În anul 2093, călătoriile temporale sunt posibile cu ajutorul unei substanțe produse de Institutul Wenlock, CDS, care forțează deplasarea metabolismului în direcția temporală dorită.
Edward Bush, un artist plastic din anul 2093 își caută inspirația în trecut. Călătorind în Devonian, el o întâlnește pe tânăra mentalizatoare Ann. Revenit în secolul XXI, Bush află că omenirea a trecut prin convulsii puternice, provocate de călătoriile mentale, iar guvernul civil a fost înlocuit cu o dictatură militară, în urma unei lovituri de stat. Sărăcia bântuie pretutindeni, orașele arată ca după război, iar oamenii se ascund în subterane. Nimeni nu mai este interesat de creativitate și de efectele temporalității, iar activitatea Institutului s-a modificat.
Mii de mentalizatori s-au refugiat în trecut, unde complotează pentru a răsturna dictatura. Printre ei se află și fostul colaborator al lui Wenlock, profesorul Silverstone, care propune o nouă teorie a temporalității, opusă celei oficiale.
Acuzat că ar fi încălcat principiile etice ale Institutului, Bush este obligat să accepte colaborarea cu noua conducere, fiind trimis la un centru de instruire paramilitară. Acolo este învățat tehnici de ucidere și i se încredințează misiunea de a-l găsi și lichida pe Silverstone. Bush profită de prilej și se refugiază în trecut, dar își dă seama că nu poate face nimic de unul singur, așa încât pornește în căutarea profesorului.
Silverstone s-a refugiat în secolul al XIX-lea, în palatul reginei Victoria, în compania lui Ann și a căpitanului Howes. Acesta din urmă încearcă să îl salveze pe profesor și, prin el, întreaga omenire. Pentru a afla care este noua teorie asupra timpului, eroii sunt nevoiți să mentalizeze în Cryptozoic, epoca formării Pământului, loc în care profesorul e mai bine protejat de asasinii trimiși în urmărirea lui. Ajunși aici, Silverstone le povestește despre curgerea inversă a timpului, precizând că începutul formării Pământului este, de fapt, începutul sfârșitului lui. Întregul curs se desfășoară invers decât ne apare în ochii rațiunii, sistemul clasic cauză-efect fiind inversat.